# Bradley Dredge
Bradley Dredge (* 6. Juli 1973 in Tredegar) ist ein walisischer Profigolfer der European Tour.

## Werdegang
Er wurde 1996 Berufsgolfer und bespielte zunächst die Challenge Tour, über die er sich für die European Tour qualifizieren konnte. Im ersten Jahr auf der großen Turnierserie konnte sich Dredge zwar noch nicht behaupten, er schaffte aber prompt den Wiederaufstieg und ist seit 2000 ständiges Mitglied der European Tour. Im Jahre 2003 gelang ihm dort sein erster Turniersieg, die Madeira Open, nachdem er zuvor auf der Challenge Tour schon zweimal gewinnen konnte. 2005 war sein bislang bestes Jahr. Zahlreiche Top-10-Platzierungen in bedeutenden Events und ein Preisgeldgewinn von über 1 Mio. € verhalfen Dredge zum 16. Rang in der Geldrangliste. Mit seinem Partner Stephen Dodd konnte er für Wales den Sieg im World Cup erringen. Darüber hinaus war Dredge in diesem Jahr Mitglied der siegreichen Mannschaft von GB & Irland bei der Seve Trophy und erzielte den gewinnbringenden Punkt in seinem Match gegen den französischen Ryder Cup Spieler Thomas Levet. Im September 2006 gelang ihm sein zweiter Sieg auf der European Tour, bei den Omega European Masters, mit dem Saison-Rekordvorsprung von acht Schlägen.
Bradley Dredge ist seit 1996 mit seiner Frau Germaine verheiratet und hat seinen Wohnsitz in der walisischen Hauptstadt Cardiff.

## Turniersiege
- 1997 Klassis Turkish Open (Challenge Tour)
- 1999 Is Molas Challenge (Challenge Tour)
- 2003 Madeira Island Open (European Tour)
- 2006 Omega European Masters (European Tour)

## Teilnahme an Teambewerben
- World Cup (für Wales): 2002, 2003, 2004, 2005 (Sieger), 2006, 2007, 2008, 2016
- Seve Trophy (für Großbritannien & Irland): 2005 (Sieger), 2007 (Sieger)